# Мальбин, Урсула
Урсула Мальбин (12 апреля 1917 — 3 июня 2020) — израильская скульпторша. Удостоена золотой медали французской Академии художеств (1995).

## Биография
Урсула Мальбин родилась в Берлине, Германская империя, в семье врачей. В 1939 году она бежала от нацистов в Женеву, Швейцария, где училась в Академии художеств и начала свою творческую карьеру. Во время учёбы она познакомилась со скульптором Анри Фаготом (Пагот) и вышла за него замуж, в 1945 году у них родилась дочь.
Муж быстро стал известным и успешным скульптором. К Урсуле признание приходило постепенно, потому что она была женщиной и занималась мужской профессией. В начале своего пути она подписывала свои скульптуры только своей фамилией, чтобы было трудно распознать, что автор женщина.
Мальбин впервые приехала в Израиль в 1964 году в качестве туристки, а в 1967 году решила приобрести дом в деревне художников Эйн-Ход. С тех пор она делила свое время между странами — Швейцарией и Израилем, получила гражданство Израиля. В Эйн-Ходе она черпала вдохновение и создавала эскизы скульптур, а отливки делала в Швейцарии.
Большинство её скульптур представляли собой фигуры женщин и детей, меньше мужчин. Её самой важной наградой стала награда Французской академии художеств.
После того, как она разместила несколько скульптур во дворе своего дома в Эйн-Ходе, это место стало посещаемым. Тогда ей пришла в голову идея создать сад скульптур.
Из-за религиозных соображений, согласно которым скульптуры людей не могут быть выставлены на всеобщее обозрение, муниципалитеты Иерусалима и Тель- Авива отказались принять дар Урсулы Мальбин, но Хайфский муниципалитет согласился.
На свои деньги она построила сад скульптур в Хайфе на Бульваре Сионизма (ивр. שדרות הצינות‎ Сдерот-ха-Ционут) и пожертвовала городу Хайфе 29 статуй (в 1978 году), сам сад получил символическое название «Площадка мира» (ивр. מצפור שלום‎, «Мицпор шалом»). После того, как одна из статуй, сделанных из 200 кг бронзы, была украдена (2005 год), она подарила замену.
Стала долгожительницей, прожив более 100 лет. Умерла в Швейцарии 3 июня 2020 года.